# Élections législatives tunisiennes de 1959
 (août 2020).
Si vous disposez d'ouvrages ou d'articles de référence ou si vous connaissez des sites web de qualité traitant du thème abordé ici, merci de compléter l'article en donnant les références utiles à sa vérifiabilité et en les liant à la section « Notes et références ».
Les élections législatives tunisiennes de 1959, les cinquièmes à se tenir en Tunisie, sont organisées le 8 novembre 1959. Les listes présentées par le pouvoir obtiennent la totalité des sièges.

## Résultat
Les 90 sièges du parlement vont aux listes du Néo-Destour.
| Partis                    | Suffrages exprimés | Pourcentages | Nombre de sièges |
| ------------------------- | ------------------ | ------------ | ---------------- |
| Néo-Destour               | 1 002 298          | 99.65 %      | 90               |
| Parti communiste tunisien | 3 471              | 0.35 %       | 0                |
| Total des votants         | 1 005 769          | 1 005 769    | 1 005 769        |
| Total de l'électorat      | 1 007 959          | 1 007 959    | 1 007 959        |
| Taux de participation     | 99.78 %            | 99.78 %      | 99.78 %          |